# Puck (Shakespeare)

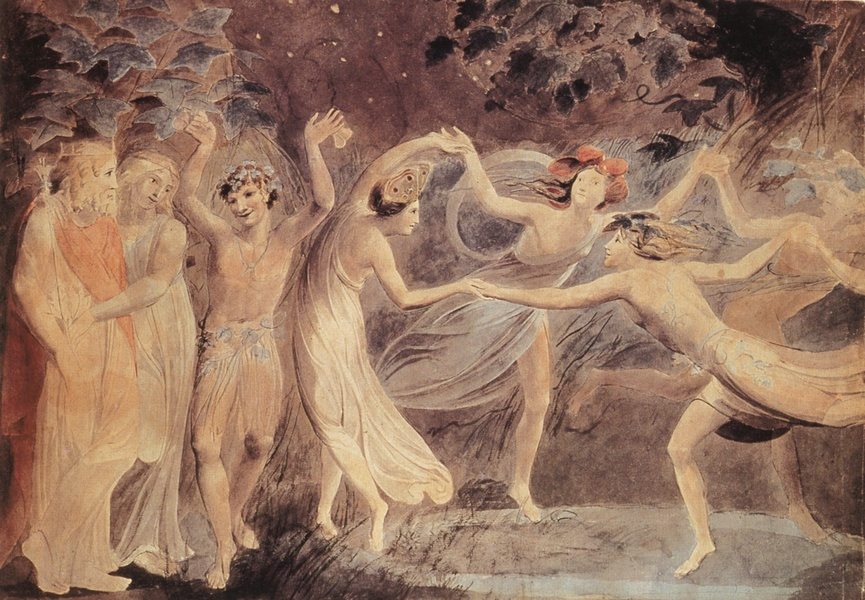
Oberon, Titania en Puck with Fairies Dancing, William Blake, ca. 1785

Puck, ook bekend onder de naam Robin Goodfellow, is een "hobgoblin" (een soort kobold) uit Shakespeares toneelstuk A Midsummer Night's Dream.
Hoewel Puck een onheilstoker is (een eigenschap die veel hobgoblins hebben), is hij een trouwe dienaar van de elfenkoning Oberon. Oberon vraagt hem ervoor te zorgen dat zijn vrouw Titania weer voor hem valt.